# Феррерс, Генри, 2-й барон Феррерс из Гроуби
Генри де Феррерс (англ. Henry de Ferrers; до 1303 — 15 сентября 1343, Гроуби, Лестершир, Королевство Англия) — английский аристократ, 2-й барон Феррерс из Гроуби с 1325 года. Один из «лордов, лишённых наследства», участвовавших в походах в Шотландию. В 1337—1340 годах занимал должность лорда-камергера.

## Биография
Генри де Феррерс принадлежал к знатному английскому роду нормандского происхождения, представители которого носили титул графов Дерби в 1138—1266 годах. Он был правнуком 5-го графа, старшим сыном Уильяма де Феррерса, 1-го барона Феррерса из Гроуби, и его жены Элен Ментейтской. Генри родился до 1303 года. После смерти отца в 1325 году он унаследовал баронский титул и семейные владения в Лестершире, Ноттингемшире и Эссексе с центром в замке Гроуби (Лестершир). До февраля 1331 года Феррерс удачно женился на одной из дочерей Тибо де Вердена, 2-го барона Вердена, и в 1335 года добился передела наследства Верденов. В итоге его жена Изабель получила ряд поместий в пяти графствах Англии и в Ирландии, управление которыми перешло в руки Феррерса. Кроме того, вдова Вердена, Элизабет де Клер, завещала Изабель свои владения (их получил в 1360 году сын Генри).
В 1325 году Феррерс в составе свиты Генри де Бомонта, 1-го барона Бомонта, сопровождал наследника английского престола Эдуарда в Париж, на принесение вассальной присяги королю Франции. Позже он перешёл в свиту Генри Кривая Шея, графа Ланкастерского, и в 1329 году поддержал мятеж против Роджера Мортимера — любовника королевы Изабеллы и фактического правителя Англии. Из-за этого 16 января 1330 года владения Феррерса были конфискованы. Однако уже в феврале барон получил свои земли обратно, и ему даже простили огромный штраф в пять тысяч фунтов. Осенью того же года юный король Эдуард III сверг и казнил Мортимера. Генри, по-видимому, участвовал в государственном перевороте, так как позже получил помилования за любые преступления, которые могли быть совершены в ходе этих событий. Граф Ланкастер назначил ему годовой пенсион в сто фунтов.
Как потомок лордов Галлоуэя, Феррерс претендовал на значительные владения в Шотландии. Мирный договор, заключённый между Англией и Шотландией в 1328 году, не учитывал его интересы, как и интересы ряда других английских лордов. Все эти бароны, известные в истории как «лишённые наследства», решили начать частную войну. В 1332 году они вторглись в Шотландию под началом Генри Бомонта и Эдуарда Баллиола, одержали победу при Дапплин-Муре, но до конца года были вытеснены из королевства. В 1333 году Феррерс принял участие в шотландском походе короля, в том же году он был назначен хранителем Нормандских островов, а в 1334—1335 годах был констеблем города Бервик на шотландской границе. Претензии Генри на наследство графов Гэллоуэя остались нереализованными, так как Англия не смогла победить в войне.
Феррерса регулярно вызывали в парламент как лорда, так что он считается 2-м бароном Феррерсом из Гроуби. Он заседал в Королевском совете, а с 1337 года был лордом-камергером. Барон играл важную роль в переговорах об антифранцузском союзе и о военных займах с Людовиком II, графом Фландрским, и другими князьями Нижних земель. Он участвовал в континентальном походе Эдуарда III на первом этапе Столетней войны. Феррерсу не раз приходилось лично ручаться за короля, чтобы получить очередной кредит; Эдуард в благодарность предоставил Феррерсу право на торговлю вином и на открытие ярмарок в нескольких его поместьях, а в 1337 году пожаловал ряд новых владений в трёх графствах, приносивший 160 фунтов годового дохода. В 1340 году Генри потерял должность лорда-камергера (предположительно из-за болезни). В 1342 году он упоминается в источниках как тяжело больной человек, а в следующем году барон умер в Гроуби и был похоронен в аббатстве Улверскрофт в Лестершире.

## Семья
Генри Феррерс был женат на Изабель де Верден, дочери Тибо де Вердена, 2-го барона Вердена, и Элизабет де Клер (внучки короля Эдуарда I, одной из трёх наследниц обширных владений де Клеров). В этом браке родились:
- Уильям (1333—1371), 3-й барон Феррерс из Гроуби[5][2];
- Ральф, женатый на Джоан Грей, дочери Ричарда Грея, 2-го барона Грея из Коднора[2];
- Филиппа (умерла в 1360), жена Ги де Бошана (сына Томаса де Бошана, 11-го графа Уорика), мать двух дочерей-монахинь[6][2];
- Элизабет (умерла в 1375), жена Давида Стратбоги, 3-го барона Стратбоги, и Джона Малевейна[7][2][8].